# Bezette stad (dichtbundel)

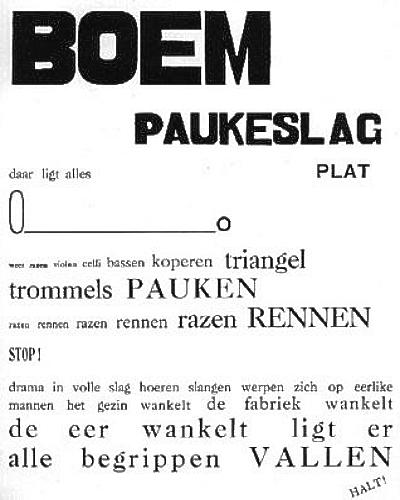
Deel van het gedicht 'Boem paukeslag', deel van de bundel 'Bezette stad'

Bezette stad is een dichtbundel van de Vlaamse expressionistische dichter Paul van Ostaijen. Van Ostaijen schreef de gedichten in de zomer van 1920 toen hij in Berlijnse ballingschap verbleef. De bundel werd gepubliceerd in 1921, toen hij 25 jaar was. De gedichten in de bundel staan in het teken van de Duitse bezetting van de stad Antwerpen, thuisstad van de auteur, tijdens de Eerste Wereldoorlog. Tevens drukken ze Van Ostaijens moedeloosheid uit en, zij het meestal tussen de regels, zijn nihilisme dat verlangt naar een nieuw begin. Voor Van Ostaijen was de bundel 'een vergif, als tegengif gebruikt', een afrekening met zijn naïeve idealisme in de humanitair-expressionistische bundel Het Sienjaal (1918).
Voor de illustraties in de boekuitgave van Bezette stad wendde hij zich tot zijn vriend Floris Jespers, maar ze konden het niet eens worden omdat deze volgens de dichter ook koppig wijzigingen in de tekst bleef eisen. Uiteindelijk zorgde Floris' broer Oscar voor de afbeeldingen met de door de dichter beoogde 'ritmiese typografie'. Daarvoor sneed hij bijzondere letters in palmhout. Ook de omslagtekening en vier houtsneden tussen de verschillende delen in de bundel zijn van zijn hand. Net zoals andere werken van de auteur heeft de bundel bijzondere experimentele typografische kenmerken. Zo is het gedicht 'Zeppelin' typografisch vormgegeven als een zeppelin. Dit was echter een door Paul van Ostaijen wel geaccepteerd idee van Oscar Jespers, in de lijn van de illustratieve typografie van Apollinaire. Van Ostaijen had het meer over een expressieve typografie: niet louter afbeelding van een uiterlijke werkelijkheid, maar het opladen van de woordvorm met expressieve betekenis.
De dichtbundel is eigenlijk een soort codex met 32 gedichten die ofwel op zichzelf staan, ofwel deel uitmaken van een reeks (Music Hall) ofwel een aparte gedichtencyclus vormen (De kringen naar binnen). Het eerste deel bevat de gedichten Opdracht aan Mijnheer Zoënzo, Bedreigde Stad, De Obus over de Stad, Verlaten Forten, Eenzame Stad, Holle Haven, Bordel, Zeppelin, Lege Bioskoop, Nomenklatuur van verlaten Dingen, Stad Stilleven, Dode zondag, Sous les Ponts de Paris 1, Sous les Ponts de Paris 2, Rouwstad, Banale Dans, Huis Stad Ik, Goed Nieuws en Grote Zirkus van de H. Geest. In het tweede deel staat de aparte cyclus De kringen naar binnen, met Music Hall 1, Music Hall 2 (met daarin het populaire Boem Paukeslag), Music Hall 3, Music Hall 4, Music Hall 5, Asta Nielsen, Mobile, Bar, Folies Bar, De triestigheid 's morgens, en De Aftocht. 
De dichtbundel vormde in 2012 de basis van een theaterproductie voor de Koninklijke Vlaamse Schouwburg door regisseur Ruud Gielens en schrijver Jeroen Perceval. In de productie komen rap en beatbox voor en het stuk speelt zich voor een deel buiten in de straten van Brussel af.
De bundel werd vertaald in het Frans (Ville occupée, vert. Willy Devos, 1993), Duits (Besetzte Stadt, vert. Hansjürgen Bulkowski, 1991) en Engels (Occupied City, vert. David Colmer, 2016). In 2014 werd hij als facsimile, dus anders dan in het Verzameld werk, heruitgegeven: op oorspronkelijk formaat, in kleur en met oranje buikband en ook een inlegblad met "Storende Errata".
In februari 2021 kocht Vlaanderen het intacte handschrift en stelde het tentoon in het Letterenhuis in Antwerpen. Het handschrift werd ook op de topstukkenlijst geplaatst.